# Запис крст Светог Саве (Чачак)
Запис крст Светог Саве (Чачак) се налази на парцели чији је власник ДП "Грађевинска оператива".

## Локација
| Општина             | Чачак                                                            |
| Катастарска општина | Чачак                                                            |
| Потес               | Кнеза Милоша                                                     |
| Координате          | 43° 53′ 07″ С; 20° 20′ 34″ И / 43.885199999999998° С; 20.3428° И |
| Надморска висина    | 242m                                                             |

## Карактеристике
Дендрометријске вредности утврђене на терену и сателитским снимцима:
| Стабло                     | Крст |
| Висина стабла              | m    |
| Обим дебла                 | m    |
| Пречник крошње             | 0m   |
| Пречник дебла              | m    |
| Висина дебла до прве гране | m    |

## База записа
Запис је у оквиру Викимедија пројекта "Запис - Свето дрво" заведен под редним бројем 1263.